# Маркос Багдатіс
Ма́ркос Багда́тіс (грец. Μάρκος Παγδατής, англ. Marcos Bagdatis; нар. 17 червня 1985, Лімасол, Кіпр) — колишній кіпрський професійний тенісист.
- Фіналіст Відкритого чемпіонату Австралії 2006 року і півфіналіст Вімблдонського турніру 2006 року.
- Найвищу одиночну позицію світового рейтингу — 8 місце досяг 21 серпня 2006, парну — 93 місце — 7 січня 2008 року.
- Переможець 4-х турнірів ATP в одиночному розряді і 1-го - в парному.
- Переможець 1 юніорського турніру Великого шолома в одиночному розряді (Australian Open2003).

Завершив кар'єру 2019 року.

## Загальна інформація
Батько Маркоса — Христос ліванець, а матір — грецька кіприотка. Почав грати в теніс у п'ять років разом із батьком та двома старшими братами Мартіносом і Петросом.
14 липня 2012 року в Тракошчані одружився з колишньою хорватською тенісисткою Кароліні Шпрем, з якою зустрічався з 2010 року. 20 жовтня 2012 року Шпрем у Загребі народила Маркосу доньку Захару.
Кумиром у дитинстві був Патрік Рафтер, але також подобалися Андре Агассі і Піт Сампрас. Любить грати і дивитися футбол. Улюблена  футбольна команда — Аполлон. У 2005 році отримав премію «Людина року» на Кіпрі.

## Спортивна кар'єра

### Початок кар'єри

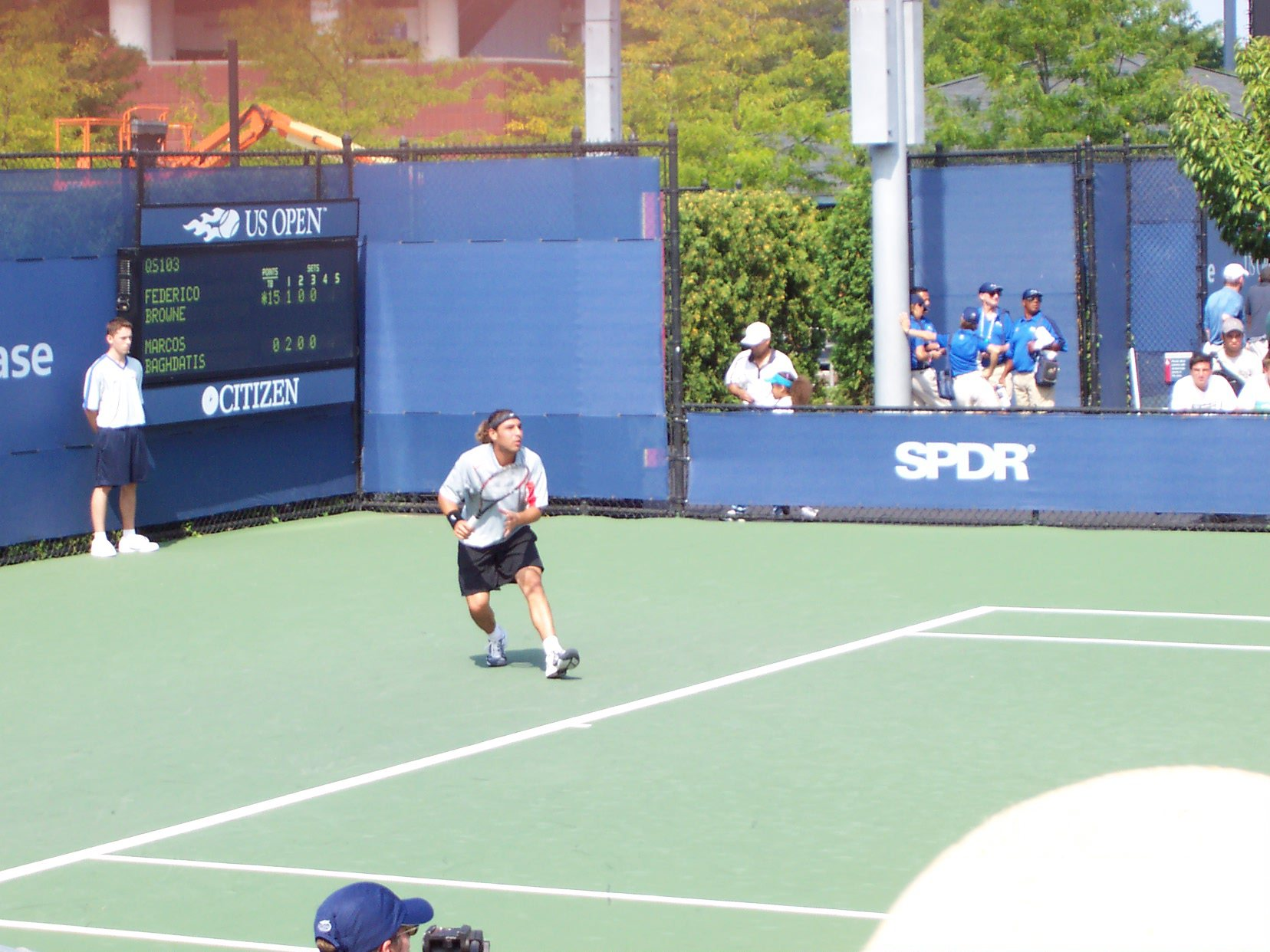
Багдатіс в кваліфікаційному матчі на US Open-2004

Професійну кар'єру розпочав у 2003 році. У цей рік він виграв на юніорському турнірі Відкритого чемпіонату Австралії. У квітні того ж року він виграв перший «Ф'ючерс». До кінця року він виграв ще три турніри цієї серії, а також вийшов у фінал турніру «Челленджера» в Бухарі. У 2004 році виступив на Літніх Олімпійських іграх у Афінах, де зумів вийти у другий раунд. У цьому ж сезоні на Відкритому чемпіонаті США дебютував в основних змаганнях на турнірі серії Великого шолома. Йому вдалося вийти у другий раунд, де він вперше зіграв із першою ракеткою світу Роджером Федерером у якого зміг виграти один сет 2-6, 7-6(4), 3-6, 1-6. Восени 2004 року виграв два «Челленджери» (в Болтоні і Братиславі).
На Відкритому чемпіонаті Австралії 2005 року Багдатіс вийшов у четвертий раунд, обігравши Федеріко Луцци, Івана Любичича і Томмі Робредо. Шлях далі йому перегородив № 1 у світі Роджер Федерер. Цей результат дозволив Маркосу увійти у першу сотню. Після турніру отримав травму ліктя і не виступав до кінця квітня. У червні виграв «Челленджер» в Кордобі. У жовтні він вийшов у чвертьфінал турніру в Токіо і вперше у фінал турніру ATP в Базелі.

### 2006—2007
У 2006 році стартував з турніру в Досі, де дійшов до чвертьфіналу. Найбільший професійний успіх Багдатіса — вихід у фінал Відкритого чемпіонату Австралії у 2006 році. Для 20-річного кіприота це був всього лише другий в кар'єрі фінал турніру ATP, Маркос навіть не був сіяним в Австралії. На шляху він обіграв трьох тенісистів з першої десятки (у четвертому раунді Енді Роддіка і в чвертьфіналі Івана Любичича). У півфіналі Багдатіс програвав № 4 у світі Давиду Налбандяну 0-2 по сетах, але зумів перемогти. У фіналі кіприот, підтримуваний грецькою діаспорою в Австралії, виграв у Роджера Федерера перший сет і вів у другому з брейком, але потім швейцарець перехопив ініціативу і впевнено довів матч до перемоги.
Історія виступу на Відкритому чемпіонаті Австралії 2006 року
| Стадія | Суперник (посів)    | Рейтинг | Рахунок                 | Час матчу   |
| 1 коло | Джастін Гімельстоб  | 115     | 7-6(6), 7-5, 6-0        | 2 год 19 хв |
| 2 коло | Радек Штепанек (17) | 20      | 6-4, 6-3, 3-6, 0-6, 7-5 | 3 год 10 хв |
| 3 коло | Денис Гремельмайр   | 177     | 6-2, 6-1, 6-2           | 1 год 20 хв |
| 4 коло | Енді Роддік (2)     | 3       | 6-4, 1-6, 6-3, 6-4      | 2 год 32 хв |
| 1/4    | Іван Любичич (7)    | 8       | 6-4, 6-2, 4-6, 3-6, 6-3 | 3 год 17 хв |
| 1/2    | Давид Налбандян (4) | 4       | 3-6, 5-7, 6-3, 6-4, 6-4 | 3 год 27 хв |
| Фінал  | Роджер Федерер (1)  | 1       | 7-5, 5-7, 0-6, 2-6      | 2 год 46 хв |

Завдяки цьому виступу Маркос в рейтингу піднявся на 27 місць і став займати 27-й рядок. У березні 2006 року зміг вийти у чвертьфінал на турнірі серії Мастерс в Індіан-Веллсі. Ґрунтова частина сезону склалася для Багдатіса невдало і він так не зміг подолати перших раундів на турнірах. Результати повернулися до нього вже на траві. На турнірі в Гертогенбосі він вийшов у півфінал. На Вімблдонському турнірі Багдатіс був у кроці від виходу в другий у сезоні фінал турніру Великого шолома. Дійшовши до півфіналу, він обіграв на своєму шляху Себастьяна Грожана, Енді Маррея і Ллейтона Г'юїтта. Шлях далі йому перегородив Рафаель Надаль, вигравши у кіприота легко в трьох сетах 1-6, 5-7, 3-6. Після Вімблдону він вперше піднявся на 10-е місце у світовому рейтингу. У вересні 2006 року Маркос нарешті зміг завоювати свій перший титул на турнірі ATP. Сталося це на турнірі в Пекіні, де він у фіналі переграв Маріо Анчича 6-4, 6-0.
На старті сезону 2007 року Багдатіс двічі вийшов у чвертьфінал в Досі та Сіднеї. На Відкритому чемпіонаті Австралії, де рік тому він вийшов у фінал, Маркос цього разу вибув вже у другому раунді, поступившись Гаелю Монфісу 6-7(5), 2-6, 6-2, 0-6. У лютому виграв турнір у Загребі, де у фіналі він переграв хорвата Івана Любичича 7-6(4), 4-6, 6-4. Потім вийшов у фінал в Марселі, де поступився французу Жилю Симону 4-6, 6-7(3). На початку травня дійшов до півфіналу на ґрунтовому турнірі в Мюнхені. На Відкритому чемпіонаті Франції вперше вийшов у четвертий раунд. У червні на турнірі в Галле виходить у фінал. На Вімблдонському турнірі дійшов до чвертьфіналу, обігравши на шляху Давида Налбандяна і № 4 в рейтингу Миколу Давиденка. У боротьбі за вихід у півфінал він у завзятій боротьбі поступився Новаку Джоковичу 6-7(4), 6-7(9), 7-6(3), 6-4, 5-7. Їх матч тривав рівно 5 годин. У вересні Багдатіс вийшов у чвертьфінал у Пекіні. У жовтні дійшов до півфіналу у Базелі. На турнірі «Мастерс» у Парижі він вийшов у півфінал і зміг обіграти двох тенісистів з першої десятки (Давиденка і Робредо).

### 2008—2010

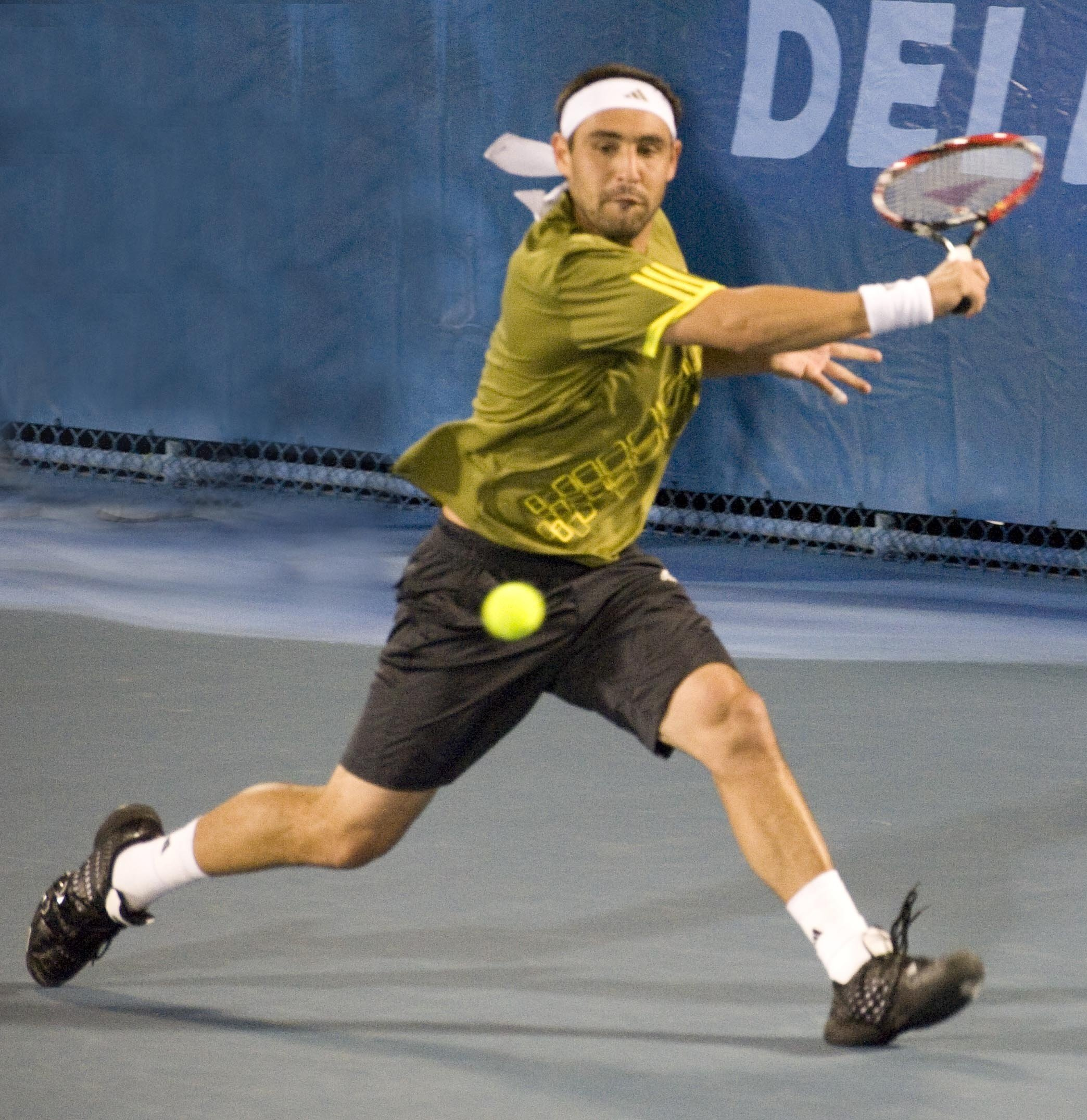
Багдатіс на турнірі в Делрей-біч 2009 року

На Відкритому чемпіонаті Австралії 2008 року Багдатіс поступився у третьому раунді Ллейтону Г'юїтту 6-4, 5-7, 5-7, 7-6(4), 3-6. У лютому вийшов у півфінал на турнірі в Марселі. У липні на турнірі в Галле вийшов у чвертьфінал. На Вімблдонському турнірі дійшов до четвертого раунду. Через травми йому довелося пропустити наступну за Вімблдоном частину сезону, в тому числі і Відкритий чемпіонат США. Повернення Багдатіса на корт відбулося у вересні, але без особливого успіху. На трьох турнірах ATP, на яких він виступив, він вибував в першому ж раунді.
У 2009 році на Відкритому чемпіонаті Австралії вийшов у четвертий раунд, де поступився Новаку Джоковичу. У лютому вийшов у чвертьфінал на турнірі в Йоганнесбурзі і Делрей-Біч. Наступна частина сезону склалася для Багдатіса вкрай невдало. На жодному з турнірів він не зміг подолати перших раундів і влітку вилетів з першої сотні рейтингу ATP. З серпня, крім турнірів ATP, став виступати на «Челенджерах». В результаті він здобув на них три перемоги (у Ванкувері, Сен-Ремі-де-Прованс і Ташкенті) і повернувся у першу сотню. У жовтні Багдатіс виграв титул на турнірі ATP у Стокгольмі. У фіналі він виграв у Олів'є Рохуса 6-1, 7-5.
На початку сезону 2010 року виграв турнір у Сіднеї, обігравши у фіналі Рішара Гаске 6-4, 7-6(2). На Відкритому чемпіонаті Австралії програв у третьому раунді Г'юїтту. У лютому виходить у півфінал на турнірі в Дубаї. У травні до тієї ж стадії доходить в Мюнхені. Перед Відкритим чемпіонатом Франції вийшов до чвертьфіналу в Ніцці. На самому чемпіонаті Франції в третьому раунді поступився Енді Маррею. На Вімблдоні вибув вже у першому раунді. У серпні дійшов до фіналу на турнірі у Вашингтоні, де поступився Налбандяну 2-6, 6-7(4). На турнірі «Мастерс» у Цинциннаті Багдатісу у чвертьфіналі вдалося переграти першу ракетку світу Рафаеля Надаля 6-4, 4-6, 6-4. У півфіналі він поступився № 2 Роджеру Федереру 4-6, 3-6. На турнірі в Нью-Хейвені він дійшов до чвертьфіналу, а на Відкритому чемпіонаті США оступився в першому ж раунді, програвши Арно Клеману 3-6, 6-2, 6-1, 4-6, 5-7. У вересні Багдатіс дійшов до чвертьфіналу в Куала-Лумпурі. У жовтні в Москві виходить у свій 10-й в кар'єрі одиночний фінал на турнірах ATP. Його він програв Віктору Троїцьки 6-3, 4-6, 3-6. На турнірі у Відні він дійшов до чвертьфіналу. За підсумком сезону 2010 року він зайняв 20-е місце.

### 2011—2013

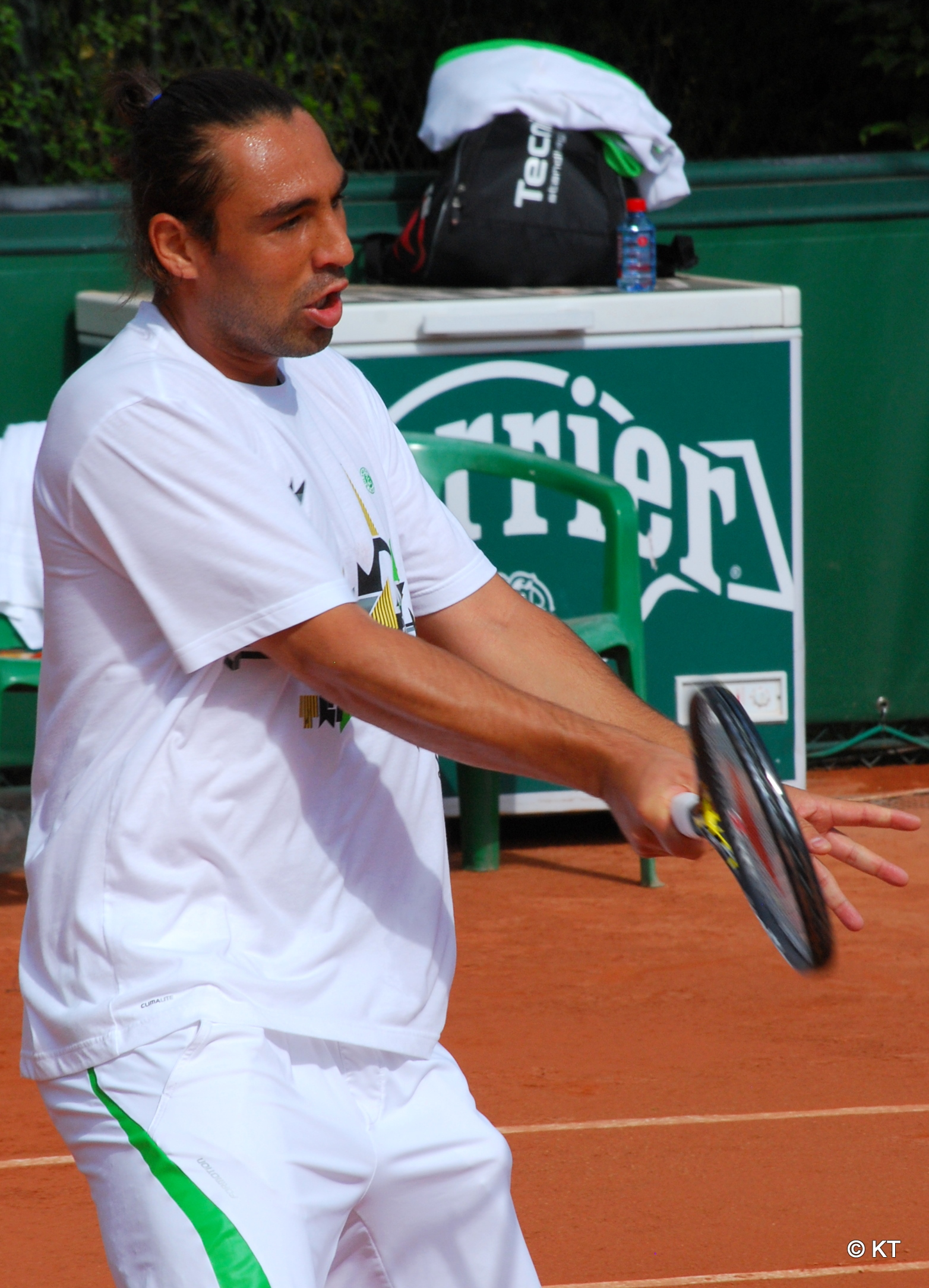
Багдатіс на Відкритому чемпіонаті Франції 2011 року

У січні 2011 року на турнірі в Брисбені вийшов до чвертьфіналу. На Відкритому чемпіонаті Австралії вибув у третьому раунді. У лютому вийшов до чвертьфіналу у Роттердамі. На Відкритому чемпіонаті Франції програв у другому раунді. На турнірі в Гертонгенбосі вийшов до півфіналу, а на Вімблдонському турнірі програв у матчі третього раунду Новаку Джоковичу. У серпні зіграв у чвертьфіналі на турнірах у Вашингтоні та Вінстон-Сейлемі. Восени 2011 року дійшов до фіналу на турнірі в Куала-Лумпурі, де програв Янко Типсаревичу 4-6, 5-7.
На початку сезону 2012 року Багдатіс вийшов до чвертьфіналу в Брисбені та півфіналу в Сіднеї. На Відкритому чемпіонаті Австралії у матчі другого раунду Маркос встановив своєрідний рекорд: програвши два сети швейцарцю Станісласу Вавринкі, Багдатіс під час зміни сторін зламав підряд 4 ракетки, з двох з них навіть не знявши пластикові пакети. Третій сет залишився за кіприотом, але Вавринка виграв 4-й, а з ним і матч — 7-63 6-4 5-7 6-1. У лютому він вийшов до півфіналу в Загребі. Там само разом з Михайлом Южним він уперше виграв парний титул ATP. У травні Маркос потрапив до чвертьфіналу в Мюнхені. На Відкритому чемпіонаті Франції вийшов до другого раунду, а на Вімблдонскому турнірі — до третього. Наприкінці липня узяв участь у Літніх Олімпійських іграх 2012 року в Лондоні. Там він дійшов до третього раунду, де поступився майбутньому Олімпійському чемпіону Енді Маррею. На Відкритому чемпіонаті США програв на стадії другого раунду Олександру Долгополову 4-6, 6-3, 0-6, 6-7(5). На турнірі в Токіо і Стокгольмі в жовтні він вийшов до півфіналу.
Сезон 2013 року він почав у Брисбені, де дійшов до півфіналу. На Відкритому чемпіонаті Австралії вийшов до третього раунду. У лютому вийшов до чвертьфіналу у Роттердамі. Після цього виступи Багдатіса пішли на спад. Він примудрився програти 10 матчів поспіль на різних турнірах, включаючи Відкритий чемпіонат Франції та Вімблдонський турнір.

## Фінали турнірів Великого шолома

### Одиночний розряд: 1 (1 поразка)
| Результат | Рік  | Турнір                                 | Покриття | Суперник       | Рахунок            |
| --------- | ---- | -------------------------------------- | -------- | -------------- | ------------------ |
| Поразка   | 2006 | Відкритий чемпіонат Австралії з тенісу | Тверде   | Роджер Федерер | 7–5, 5–7, 0–6, 2–6 |

## Фінали турнірів ATP за кар'єру

### Одиночний розряд: 14 (4–10)
| Легенда                                     |
| ------------------------------------------- |
| Турніри Великого шолома (0–1)               |
| Серія Мастерс 1000 Світового Туру ATP (0–0) |
| Серія 500 Світового туру ATP (0–2)          |
| Серія 250 Світового туру ATP (4–7)          |

| Фінали за покриттям |
| ------------------- |
| Тверде (3–8)        |
| Ґрунт (0–0)         |
| Трава (0–1)         |
| Килим (1–1)         |

| Фінали за типом корту |
| --------------------- |
| Відкритий (2–6)       |
| Закритий (2–4)        |

| Результат | В-П  | Дата     | Турнір                                           | Рівень       | Покриття   | Суперник          | Рахунок                   |
| --------- | ---- | -------- | ------------------------------------------------ | ------------ | ---------- | ----------------- | ------------------------- |
| Поразка   | 0–1  | Жов 2005 | Swiss Indoors, Базель                            | Інтернешнл   | Килим (i)  | Фернандо Гонсалес | 7–6(12–10), 3–6, 5–7, 4–6 |
| Поразка   | 0–2  | Січ 2006 | Відкритий чемпіонат Австралії з тенісу, Мельбурн | Великий Шлем | Тверде     | Роджер Федерер    | 7–5, 5–7, 0–6, 2–6        |
| Перемога  | 1–2  | Вер 2006 | China Open, Пекін                                | Інтернешнл   | Тверде     | Маріо Анчич       | 6–4, 6–0                  |
| Перемога  | 2–2  | Лют 2007 | Zagreb Indoors, Хорватія                         | Інтернешнл   | Килим (i)  | Іван Любичич      | 7–6(7–4), 4–6, 6–4        |
| Поразка   | 2–3  | Лют 2007 | Open 13, Марсель                                 | Інтернешнл   | Тверде (i) | Жиль Сімон        | 4–6, 6–7(3–7)             |
| Поразка   | 2–4  | Чер 2007 | Halle Open, Німеччина                            | Інтернешнл   | Трава      | Томаш Бердих      | 5–7, 4–6                  |
| Перемога  | 3–4  | Жов 2009 | Stockholm Open, Швеція                           | Серія 250    | Тверде (i) | Олів'є Рохус      | 6–1, 7–5                  |
| Перемога  | 4–4  | Січ 2010 | Sydney International, Австралія                  | Серія 250    | Тверде     | Рішар Гаске       | 6–4, 7–6(7–2)             |
| Поразка   | 4–5  | Сер 2010 | Washington Open, США                             | Серія 500    | Тверде     | Давід Налбандян   | 2–6, 6–7(4–7)             |
| Поразка   | 4–6  | Жов 2010 | Кубок Кремля, Москва                             | Серія 250    | Тверде (i) | Віктор Троїцький  | 6–3, 4–6, 3–6             |
| Поразка   | 4–7  | Жов 2011 | BMW Malaysian Open, Куала-Лумпур                 | Серія 250    | Тверде (i) | Янко Типсаревич   | 4–6, 5–7                  |
| Поразка   | 4–8  | Сер 2015 | Відкритий чемпіонат Атланти, США                 | Серія 250    | Тверде     | Джон Ізнер        | 3–6, 3–6                  |
| Поразка   | 4–9  | Лют 2016 | Dubai Tennis Championships, ОАЕ                  | Серія 500    | Тверде     | Стен Вавринка     | 4–6, 6–7(13–15)           |
| Поразка   | 4–10 | Жов 2017 | Chengdu Open, КНР                                | Серія 250    | Тверде     | Денис Істомін     | 2–3 ret.                  |

### Парний розряд: 3 (1–2)
| Легенда                                     |
| ------------------------------------------- |
| Турніри Великого шолома (0–0)               |
| Серія Мастерс 1000 Світового Туру ATP (0–0) |
| Серія 500 Світового туру ATP (0–0)          |
| Серія 250 Світового туру ATP (1–2)          |

| Фінали за покриттям |
| ------------------- |
| Тверде (1–1)        |
| Ґрунт (0–1)         |
| Трава (0–0)         |
| Килим (0–0)         |

| Фінали за типом корту |
| --------------------- |
| Відкритий (0–2)       |
| Закритий (1–0)        |

| Результат | В-П | Дата     | Турнір                            | Рівень     | Покриття   | Партнер       | Суперники                           | Рахунок  |
| --------- | --- | -------- | --------------------------------- | ---------- | ---------- | ------------- | ----------------------------------- | -------- |
| Поразка   | 0–1 | Січ 2008 | Maharashtra Open, Індія           | Інтернешнл | Тверде     | Марк Жікель   | Санчай Ратіватана Сончат Ратіватана | 4–6, 5–7 |
| Перемога  | 1–1 | Лют 2012 | Zagreb Indoors, Хорватія          | Серія 250  | Тверде (i) | Михайло Южний | Іван Додіг Мате Павич               | 6–2, 6–2 |
| Поразка   | 1–2 | Тра 2013 | Bavarian Championships, Німеччина | Серія 250  | Ґрунт      | Ерік Буторак  | Яркко Ніємінен Дмитро Турсунов      | 1–6, 4–6 |

## Фінали челленджерів і ф'ючерсів

### Одиночний розряд: 18 (15–3)
| Легенда                   |
| ------------------------- |
| Тур ATP Челленджер (11–2) |
| Тур ITF Ф'ючерс (4–1)     |

| Фінали за покриттям |
| ------------------- |
| Тверде (12–2)       |
| Ґрунт (2–1)         |
| Трава (1–0)         |
| Килим (0–0)         |

| Результат | В-П  | Дата     | Турнір                     | Рівень     | Покриття   | Суперник                | Рахунок                 |
| --------- | ---- | -------- | -------------------------- | ---------- | ---------- | ----------------------- | ----------------------- |
| Перемога  | 1–0  | Кві 2003 | Греція F1, Сірос           | Ф'ючерс    | Тверде     | Петр Кралерт            | 6–4, 6–2                |
| Перемога  | 2–0  | Тра 2003 | Узбекистан F4, Наманган    | Ф'ючерс    | Тверде     | Луїс Восло              | 6–1, 6–4                |
| Перемога  | 3–0  | Чер 2003 | Нідерланди F2, Алкмар      | Ф'ючерс    | Ґрунт      | Ігнасіо Гонсалес Кінґ   | 6–3, 6–1                |
| Поразка   | 3–1  | Лип 2003 | Франція F12, Бург-ан-Бресс | Ф'ючерс    | Ґрунт      | Жан-Крістоф Форель      | 5–7, 6–4, 2–6           |
| Поразка   | 3–2  | Сер 2003 | Бухара, Узбекистан         | Челленджер | Тверде     | Марк-Кевін Гелльнер     | 5–7, 7–6(7–2), 6–7(4–7) |
| Перемога  | 4–2  | Жов 2003 | Кіпр F1, Нікосія           | Ф'ючерс    | Ґрунт      | Константінос Ікономідіс | 7–6(7–5), 6–1           |
| Перемога  | 5–2  | Жов 2004 | Болтон, Велика Британія    | Челленджер | Тверде (i) | Петер Весселс           | 6–1, 3–6, 6–2           |
| Перемога  | 6–2  | Лис 2004 | Братислава, Словаччина     | Челленджер | Тверде (i) | Домінік Грбатий         | 7–6(7–4), 7–6(7–3)      |
| Перемога  | 7–2  | Лип 2005 | Кордова, Іспанія           | Челленджер | Тверде     | Алехандро Фалья         | 6–3, 6–3                |
| Перемога  | 8–2  | Сер 2009 | Ванкувер, Канада           | Челленджер | Тверде     | Ксав'є Малісс           | 6–4, 6–4                |
| Перемога  | 9–2  | Вер 2009 | St Remy, Франція           | Челленджер | Тверде     | Ксав'є Малісс           | 6–4, 6–1                |
| Перемога  | 10–2 | Жов 2009 | Ташкент, Узбекистан        | Челленджер | Тверде     | Денис Істомін           | 6–3, 1–6, 6–3           |
| Перемога  | 11–2 | Чер 2014 | Ноттінгем, Велика Британія | Челленджер | Трава      | Марінко Матосевич       | 6–4, 6–3                |
| Перемога  | 12–2 | Сер 2014 | Ванкувер, Канада           | Челленджер | Тверде     | Фаррух Дустов           | 7–6(8–6), 6–3           |
| Перемога  | 13–2 | Сер 2014 | Аптос, США                 | Челленджер | Тверде     | Михайло Кукушкін        | 7–6(9–7), 6–4           |
| Перемога  | 14–2 | Лис 2014 | Женева, Швейцарія          | Челленджер | Тверде     | Міхал Пшисєнжний        | 6–1, 4–6, 6–3           |
| Поразка   | 14–3 | Січ 2015 | Happy Valley, Австралія    | Челленджер | Тверде     | Раян Гаррісон           | 6–7(8–10), 4–6          |
| Перемога  | 15–3 | Бер 2019 | Шеньчжень, КНР             | Челленджер | Тверде     | Стефано Наполітано      | 6–2, 3–6, 6–4           |

### Парний розряд: 1 (0–1)
| Легенда                  |
| ------------------------ |
| Тур ATP Челленджер (0–0) |
| Тур ITF Ф'ючерс (0–1)    |

| Фінали за покриттям |
| ------------------- |
| Тверде (0–1)        |
| Ґрунт (0–0)         |
| Трава (0–0)         |
| Килим (0–0)         |

| Результат | В-П | Дата     | Турнір                 | Рівень  | Покриття | Партнер     | Суперники                      | Рахунок       |
| --------- | --- | -------- | ---------------------- | ------- | -------- | ----------- | ------------------------------ | ------------- |
| Поразка   | 0–1 | Тра 2003 | Узбекистан F3, Андижан | Ф'ючерс | Тверде   | Штефан Волі | Джастін Бовер Марко К'юдінеллі | 3–6, 6–7(3–7) |

## Досягнення
| W | Ф | ПФ | ЧФ | #Р | КТ | К# | P# | DNQ | A | Z# | PO | G | S | B | NMS | NTI | P | NH |

### Одиночний розряд
| Турнір                                 | 2003         | 2004         | 2005         | 2006         | 2007         | 2008         | 2009                  | 2010                  | 2011                  | 2012                  | 2013                  | 2014                  | 2015                  | 2016                  | 2017                  | 2018                  | 2019                  | SR      | В-П     | % виграшів |
| -------------------------------------- | ------------ | ------------ | ------------ | ------------ | ------------ | ------------ | --------------------- | --------------------- | --------------------- | --------------------- | --------------------- | --------------------- | --------------------- | --------------------- | --------------------- | --------------------- | --------------------- | ------- | ------- | ---------- |
| Турніри Великого шолома                |              |              |              |              |              |              |                       |                       |                       |                       |                       |                       |                       |                       |                       |                       |                       |         |         |            |
| Відкритий чемпіонат Австралії з тенісу |              |              | 4р           | Ф            | 2р           | 3р           | 4р                    | 3р                    | 3р                    | 2р                    | 3р                    | 1р                    | 3р                    | 1р                    | 2р                    | 2р                    | К1р                   | 0 / 14  | 26–14   | 65%        |
| Відкритий чемпіонат Франції з тенісу   |              | К3р          | 1р           | 2р           | 4р           | 1р           | 1р                    | 3р                    | 2р                    | 2р                    | 1р                    |                       | 2р                    | 2р                    | 1р                    | 1р                    |                       | 0 / 13  | 10–13   | 43%        |
| Вімблдонський турнір                   |              | К1р          | 1р           | ПФ           | ЧФ           | 4р           |                       | 1р                    | 3р                    | 3р                    | 1р                    | 2р                    | 3р                    | 1р                    | 2р                    | 2р                    | 2р                    | 0 / 14  | 22–14   | 61%        |
| Відкритий чемпіонат США з тенісу       | К1р          | 2р           | 1р           | 2р           | 1р           |              |                       | 1р                    | 1р                    | 2р                    | 3р                    | 1р                    | 1р                    | 4р                    | 1р                    | 2р                    |                       | 0 / 13  | 9–13    | 41%        |
| В-П                                    | 0–0          | 1–1          | 3–4          | 13–4         | 8–4          | 5–3          | 3–2                   | 4–4                   | 5–4                   | 5–4                   | 4–4                   | 1–3                   | 5–4                   | 4–4                   | 2–4                   | 3–4                   | 1–1                   | 0 / 54  | 67–54   | 55.37%     |
| Олімпійські Ігри                       |              |              |              |              |              |              |                       |                       |                       |                       |                       |                       |                       |                       |                       |                       |                       |         |         |            |
| Теніс на Олімпійських іграх            | NH           | 2р           | Не проводили | Не проводили | Не проводили |              | Не проводили          | Не проводили          | Не проводили          | 3р                    | Не проводили          | Не проводили          | Не проводили          |                       | Не проводили          | Не проводили          | Не проводили          | 0 / 2   | 3–2     | 60%        |
| Серія Мастерс 1000 Світового Туру ATP  |              |              |              |              |              |              |                       |                       |                       |                       |                       |                       |                       |                       |                       |                       |                       |         |         |            |
| Indian Wells Open                      |              |              |              | ЧФ           | 2р           | 3р           |                       | 4р                    | 2р                    | 3р                    | 1р                    |                       | 2р                    |                       |                       | 4р                    |                       | 0 / 9   | 12–8    | 60%        |
| Відкритий чемпіонат Маямі з тенісу     |              |              |              | 3р           | 2р           |              | 2р                    | 3р                    | 2р                    | 2р                    |                       | 3р                    | 1р                    | 2р                    |                       | 1р                    |                       | 0 / 10  | 7–10    | 41%        |
| Мастерс Монте-Карло                    |              |              |              |              | 1р           |              |                       | 1р                    | 1р                    |                       |                       |                       |                       |                       |                       |                       |                       | 0 / 3   | 0–3     | 0%         |
| Мастерс Мадрид                         |              |              |              | 2р           | 2р           |              |                       | 2р                    | 2р                    | 1р                    | 1р                    |                       |                       | 1р                    | 1р                    |                       |                       | 0 / 8   | 3–8     | 27%        |
| Мастерс Рим                            |              |              |              | 2р           | 3р           |              |                       | 1р                    | 1р                    | 1р                    | 1р                    |                       |                       |                       |                       |                       |                       | 0 / 6   | 3–6     | 33%        |
| Мастерс Канада                         |              |              |              | 1р           | 3р           |              |                       | 1р                    | 1р                    | 2р                    | 1р                    |                       |                       |                       |                       |                       |                       | 0 / 6   | 3–6     | 33%        |
| Мастерс Цинциннаті                     |              |              |              | 3р           | 3р           |              | К1р                   | ПФ                    | 1р                    | 2р                    | 1р                    |                       |                       | 2р                    |                       | К2р                   |                       | 0 / 7   | 10–7    | 59%        |
| Мастерс Шанхай                         | Не проводили | Не проводили | Не проводили | Не проводили | Не проводили | Не проводили |                       | 1р                    |                       | 3р                    |                       |                       |                       |                       |                       |                       |                       | 0 / 2   | 2–2     | 50%        |
| Мастерс Париж                          |              |              |              |              | ПФ           | 1р           |                       |                       |                       | 1р                    |                       |                       |                       | 2р                    |                       |                       |                       | 0 / 4   | 5–4     | 56%        |
| Відкритий чемпіонат Німеччини          |              |              |              | 1р           | 1р           |              | Не серія Мастерс 1000 | Не серія Мастерс 1000 | Не серія Мастерс 1000 | Не серія Мастерс 1000 | Не серія Мастерс 1000 | Не серія Мастерс 1000 | Не серія Мастерс 1000 | Не серія Мастерс 1000 | Не серія Мастерс 1000 | Не серія Мастерс 1000 | Не серія Мастерс 1000 | 0 / 2   | 0–2     | 0%         |
| В-П                                    | 0–0          | 0–0          | 0–0          | 7–7          | 11–9         | 1–2          | 1–1                   | 8–8                   | 1–7                   | 7–8                   | 0–5                   | 2–1                   | 1–2                   | 3–4                   | 0–1                   | 3–1                   | 0–0                   | 0 / 57  | 45–56   | 44.55%     |
| Загальна статистика                    |              |              |              |              |              |              |                       |                       |                       |                       |                       |                       |                       |                       |                       |                       |                       |         |         |            |
|                                        | 2003         | 2004         | 2005         | 2006         | 2007         | 2008         | 2009                  | 2010                  | 2011                  | 2012                  | 2013                  | 2014                  | 2015                  | 2016                  | 2017                  | 2018                  | 2019                  | Career  | Career  | Career     |
| Турніри                                | 0            | 2            | 12           | 21           | 23           | 12           | 17                    | 28                    | 27                    | 25                    | 22                    | 11                    | 19                    | 23                    | 16                    | 17                    | 3                     | 278     | 278     | 278        |
| Титули                                 | 0            | 0            | 0            | 1            | 1            | 0            | 1                     | 1                     | 0                     | 0                     | 0                     | 0                     | 0                     | 0                     | 0                     | 0                     | 0                     | 4       | 4       | 4          |
| Фінали                                 | 0            | 0            | 1            | 2            | 3            | 0            | 1                     | 3                     | 1                     | 0                     | 0                     | 0                     | 1                     | 1                     | 1                     | 0                     | 0                     | 14      | 14      | 14         |
| Разом виграшів–поразок                 | 0–0          | 2–2          | 11–12        | 37–20        | 48–22        | 14–12        | 23–16                 | 43–27                 | 28–27                 | 35–25                 | 15–22                 | 7–11                  | 26–19                 | 26–23                 | 18–17                 | 12–16                 | 4–3                   | 4 / 278 | 349–274 | 56%        |
| Перемога %                             | N/A          | 50%          | 48%          | 65%          | 69%          | 54%          | 59%                   | 61%                   | 51%                   | 58%                   | 41%                   | 39%                   | 58%                   | 53%                   | 51%                   | 43%                   | 57%                   | 56.02%  | 56.02%  | 56.02%     |
| Рейтинг на кінець року                 | 197          | 159          | 55           | 12           | 16           | 98           | 42                    | 20                    | 44                    | 36                    | 87                    | 85                    | 46                    | 36                    | 102                   | 125                   |                       | 56.02%  | 56.02%  | 56.02%     |

### Парний розряд
| Турнір                                 | 2006 | 2007 | 2008 | 2009 | 2010 | 2011 | 2012 | 2013 | 2014 | 2015 | 2016 | 2017 | 2018 | 2019 | SR     | В-П  |
| -------------------------------------- | ---- | ---- | ---- | ---- | ---- | ---- | ---- | ---- | ---- | ---- | ---- | ---- | ---- | ---- | ------ | ---- |
| Турніри Великого шолома                |      |      |      |      |      |      |      |      |      |      |      |      |      |      |        |      |
| Відкритий чемпіонат Австралії з тенісу | 1р   | 2р   |      |      |      |      |      | 3р   |      | 1р   |      | 2р   |      |      | 0 / 5  | 4–5  |
| Відкритий чемпіонат Франції з тенісу   |      |      |      |      |      |      |      |      |      |      | 1р   |      |      |      | 0 / 1  | 0–1  |
| Вімблдонський турнір                   |      | 1р   |      |      |      |      |      |      |      |      | 1р   | 1р   |      |      | 0 / 3  | 0–3  |
| Відкритий чемпіонат США з тенісу       |      |      |      |      |      |      |      |      |      |      | 2р   |      | 1р   |      | 0 / 2  | 1–2  |
| В-П                                    | 0–1  | 1–2  | 0–0  | 0–0  | 0–0  | 0–0  | 0–0  | 2–1  | 0–0  | 0–1  | 1–3  | 1–2  | 0–1  | 0–0  | 0 / 11 | 5–11 |

## Перемоги над гравцями першої 10-ки
- Він здобув 22 перемоги і зазнав 53 поразки (0,293) в матчах з гравцями, що перебували на той момент у першій 10-ці рейтингу.

| Сезон    | 2003 | 2004 | 2005 | 2006 | 2007 | 2008 | 2009 | 2010 | 2011 | 2012 | 2013 | 2014 | 2015 | 2016 | 2017 | 2018 | 2019 | Всього |
| Перемоги | 0    | 0    | 2    | 5    | 4    | 1    | 0    | 4    | 1    | 1    | 1    | 0    | 1    | 1    | 0    | 1    | 0    | 22     |

| #    | Гравець           | Рейтинг | Турнір                                                                | Покриття | Р-д | Рахунок                 |
| ---- | ----------------- | ------- | --------------------------------------------------------------------- | -------- | --- | ----------------------- |
| 2005 |                   |         |                                                                       |          |     |                         |
| 1.   | Маріано Пуерта    | Ранг 10 | Токіо, Японія                                                         | Тверде   | 3р  | 6–2, 6–7(11–13), 7–5    |
| 2.   | Давід Налбандян   | Ранг 10 | Базель, Швейцарія                                                     | Тверде   | ПФ  | 6–2, 7–6(7–3)           |
| 2006 |                   |         |                                                                       |          |     |                         |
| 3.   | Енді Роддік       | Ранг 3  | Відкритий чемпіонат Австралії з тенісу 2006, Мельбурн                 | Тверде   | 4р  | 6–4, 1–6, 6–3, 6–4      |
| 4.   | Іван Любичич      | Ранг 8  | Відкритий чемпіонат Австралії з тенісу 2006, Мельбурн                 | Тверде   | ЧФ  | 6–4, 6–2, 4–6, 3–6, 6–3 |
| 5.   | Давід Налбандян   | Ранг 4  | Відкритий чемпіонат Австралії з тенісу 2006, Мельбурн                 | Тверде   | ПФ  | 3–6, 5–7, 6–3, 6–4, 6–4 |
| 6.   | Гастон Гаудіо     | Ранг 8  | Індіан-Веллс, США                                                     | Тверде   | 3р  | 6–7(5–7), 6–3, 6–2      |
| 7.   | Ллейтон Г'юїтт    | Ранг 9  | Вімблдонський турнір 2006, Англія                                     | Трава    | ЧФ  | 6–1, 5–7, 7–6(7–5), 6–2 |
| 2007 |                   |         |                                                                       |          |     |                         |
| 8.   | Іван Любичич      | Ранг 8  | Загреб, Хорватія                                                      | Тверде   | Ф   | 7–6(7–4), 4–6, 6–4      |
| 9.   | Микола Давиденко  | Ранг 4  | Вімблдонський турнір 2007, Англія                                     | Трава    | 4р  | 7–6(7–5), 7–6(7–5), 6–3 |
| 10.  | Микола Давиденко  | Ранг 4  | Париж, Франція                                                        | Тверде   | 3р  | 6–2, 6–2                |
| 11.  | Томмі Робредо     | Ранг 8  | Париж, Франція                                                        | Тверде   | ЧФ  | 6–4, 6–4                |
| 2008 |                   |         |                                                                       |          |     |                         |
| 12.  | Михайло Южний     | Ранг 8  | Марсель, Франція                                                      | Тверде   | ЧФ  | 7–6(7–2), 6–3           |
| 2010 |                   |         |                                                                       |          |     |                         |
| 13.  | Роджер Федерер    | Ранг 1  | Індіан-Веллс, США                                                     | Тверде   | 3р  | 5–7, 7–5, 7–6(7–4)      |
| 14.  | Фернандо Вердаско | Ранг 10 | Вашингтон, США                                                        | Тверде   | ЧФ  | 7–6(7–3), 6–4           |
| 15.  | Томаш Бердих      | Ранг 7  | Western & Southern Financial Group Masters and Women's Open 2010, США | Тверде   | 3р  | 7–5, 6–4                |
| 16.  | Рафаель Надаль    | Ранг 1  | Western & Southern Financial Group Masters and Women's Open 2010, США | Тверде   | ЧФ  | 6–4, 4–6, 6–4           |
| 2011 |                   |         |                                                                       |          |     |                         |
| 17.  | Енді Маррей       | Ранг 5  | Роттердам, Нідерланди                                                 | Тверде   | 1р  | 6–4, 6–1                |
| 2012 |                   |         |                                                                       |          |     |                         |
| 18.  | Хуан Монако       | Ранг 10 | Токіо, Японія                                                         | Тверде   | 2р  | 7–5, 1–6, 6–3           |
| 2013 |                   |         |                                                                       |          |     |                         |
| 19.  | Рішар Гаске       | Ранг 10 | Роттердам, Нідерланди                                                 | Тверде   | 2р  | 6–4, 6–4                |
| 2015 |                   |         |                                                                       |          |     |                         |
| 20.  | Давид Феррер      | Ранг 7  | Aegon Open Nottingham 2015, Велика Британія                           | Трава    | 2р  | 6–2, 7–6(7–4)           |
| 2016 |                   |         |                                                                       |          |     |                         |
| 21.  | Томаш Бердих      | Ранг 8  | Галле, Німеччина                                                      | Трава    | 1р  | 7–6(7–3), 7–6(7–4)      |
| 2018 |                   |         |                                                                       |          |     |                         |
| 22.  | Домінік Тім       | Ранг 7  | Вімблдонський турнір 2018, Англія                                     | Трава    | 1р  | 6–4, 7–5, 2–0 ret.      |